# Hành vi tự kích thích

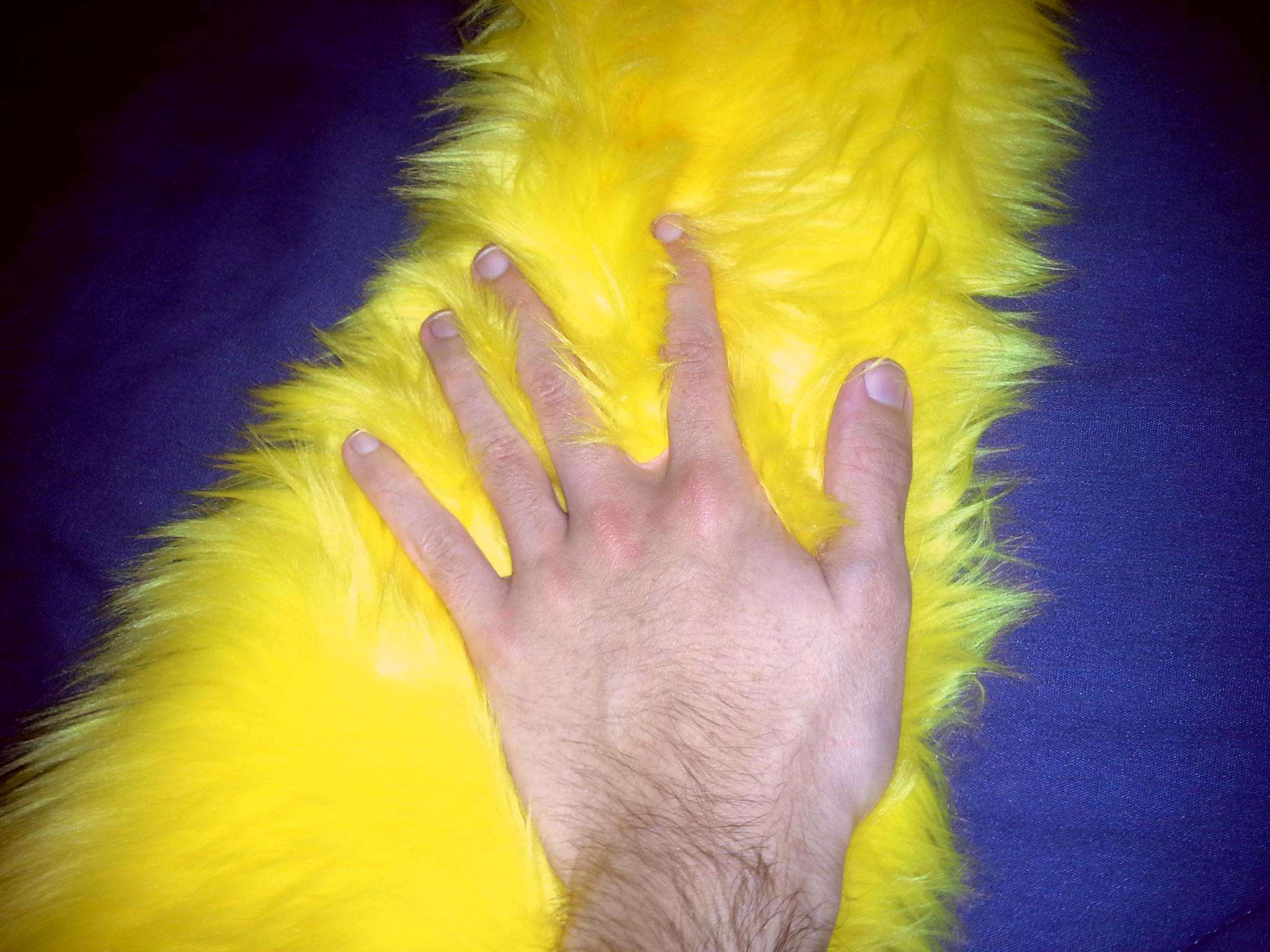
Cảm giác mềm mại hoặc kết cấu thú vị khác là một hình thức phổ biến của stimming.

Hành vi tự kích thích, còn được gọi là stimming và tự kích thích, là sự lặp lại của các chuyển động vật lý, âm thanh, từ ngữ hoặc các vật thể chuyển động. Những hành vi này là phổ biến ở những người bị khuyết tật phát triển và phổ biến nhất ở những người trên phổ tự kỷ. Những người được chẩn đoán mắc chứng rối loạn xử lý cảm giác cũng được biết là có khả năng thể hiện các hành vi tự kích thích. Stinkle được coi là một phản ứng bảo vệ đối với kích thích quá mức, trong đó mọi người bình tĩnh lại bằng cách ngăn chặn các kích thích môi trường ít dự đoán hơn, mà họ có độ nhạy cao. Một giả thuyết khác cho rằng việc tự kích thích là một cách để làm giảm sự lo lắng và những cảm xúc tiêu cực hoặc tăng cao khác.
Các hành vi tự kích thích có thể bao gồm xúc giác, thị giác, thính giác, khứu giác và tiền đình. Một số ví dụ phổ biến về việc làm mờ (đôi khi được gọi là stims) bao gồm vỗ tay Lưu trữ ngày 27 tháng 9 năm 2019 tại Wayback Machine, vỗ tay, lắc lư, chớp mắt quá mức hoặc khó khăn, tạo nhịp, đập đầu, lặp lại tiếng động hoặc từ ngữ, búng ngón tay; và quay đối tượng.
Stimming hầu như luôn luôn xuất hiện ở những người trên phổ tự kỷ nhưng không nhất thiết chỉ ra sự hiện diện của nó. Sự khác biệt lớn nhất giữa tự kích thích tự kỷ và không tự kỷ là loại kích thích và số lượng kích thích. Trong Cẩm nang Chẩn đoán và Thống kê Rối loạn Tâm thần, do Hiệp hội Tâm thần Hoa Kỳ xuất bản, hành vi tự kích thích được mô tả là "thói quen vận động rập khuôn và lặp đi lặp lại" và được liệt kê là một trong những triệu chứng của rối loạn phổ tự kỷ. Các quan điểm khác nhau cho thấy rằng tự kích thích bao gồm cả chức năng cảm giác và vận động. Sự thiếu hiệu quả trong các chức năng cảm giác này có thể dẫn đến các hành vi làm mờ do người đó tạo ra như một phản ứng có thể kiểm soát được.
Hầu hết mọi người trong cộng đồng tự kỷ phản đối các nỗ lực giảm hoặc loại bỏ tự kích thích, vì đây là một công cụ quan trọng để tự điều chỉnh, và cho rằng những nỗ lực ngăn chặn mọi người khỏi bị tự kích thích có thể có hại.
Tuy nhiên, tự kích thích đôi khi có thể tự gây thương tích, chẳng hạn như khi nó liên quan đến việc đập đầu, cắn tay, tự xoa quá nhiều và gãi. Mặc dù khó có thể ngừng hoàn toàn tự kích thích, nhưng có nhiều cách để giảm thời gian dành cho tự kích thích và tạo thói quen tự kích thích an toàn hơn cho một cá nhân. Quản lý môi trường cảm giác và cảm xúc trong khi tăng số lượng tập thể dục hàng ngày có thể làm tăng mức độ thoải mái cá nhân của người đó có thể làm giảm thời gian dành cho việc tự kích thích. Những thứ như câu đố, fidget spinner, căng thẳng và đồ chơi fidget cũng có thể được sử dụng để giúp thấm nhuần thói quen tự kích thích an toàn.